# 小行星7715
小行星7715（英語：7715 Leonidarosino）是一颗围绕太阳公转的小行星。1996年2月14日，U. Munari、M. Tombelli在阿夏戈发现了此天体。
这颗小行星的绝对星等为189.0415668694394等。